# アシャンティ州
アシャンティ州（アシャンティしゅう、Ashanti Region）は、ガーナの州のひとつである。州都はクマシ。ガーナで2番目に人口の多い州で、ガーナ全人口の約2割がこの州に居住する。面積は第3位である。産業としては、カカオの生産と、地金の出荷で有名である。

## 概要
州内で最大の民族集団はアシャンティ人で、彼らはガーナの主要民族の一つでもある。ガーナで栽培されているカカオのほとんどはアシャンティ産であり、同時にこの州は金の一大採掘地ともなっている。
植民地化以前に存在したアシャンティ王国を継承し、1957年3月6日の独立と共に設置された。当時の面積は63,141 km2で、現在の3倍近く広かった。1959年4月4日、州北部がブロング＝アハフォ州として分離し、現在に至る。

## 観光
- アシャンティの伝統的建築物群：ユネスコ世界遺産（文化遺産）。州都クマシ近郊にある。
- ボビリ森林蝶類保護区（Bobiri Forest Reserve and Butterfly Sanctuary）
- ディギャ国立公園（Digya National Park）
- オワビ野生保護区（Owabi Wildlife Sanctuary）
- マンシアパレス博物館（Manhyia Palace Museum）
- ヤァ・アサンテワァ博物館（Yaa Asantewaa Museum）：アシャンティ連合王国内の一国であるエジス王国の王母ヤァ・アサンテワァの博物館

## 郡

Districts of Ashanti

アシャンティ州は以下の21の郡で構成されている。
- Adansi North District
- Adansi South District
- Afigya-Sekyere District
- Ahafo Ano North District
- Ahafo Ano South District
- Amansie Central District
- Amansie East District
- Amansie West District
- Asante Akim North District
- Asante Akim South District
- Atwima Mponua District
- Atwima Nwabiagya District
- Botsomtwe/Atwima/Kwanhuma District
- Ejisu-Juaben District
- Ejura/Sekyedumase District
- Kumasi Metropolitan District
- Kwabre District
- Obuasi Municipal District
- Offinso District
- Sekyere East District
- Sekyere West District